# Max Heral
Max Fernand Heral (Montpellier, 22 settembre 1926 – Montpellier, 26 aprile 2003) è stato un sollevatore francese.

## Carriera
Nella categoria dei pesi piuma vinse la medaglia d'argento nei mondiali del 1949 e tre medaglie (due d'argento e una di bronzo) agli europei del 1948, 1949 e 1951. Partecipò alle olimpiadi di Londra nel 1948, piazzandosi all'ottavo posto, e a Helsinki nel 1952, classificandosi tredicesimo. Vinse la medaglia d'argento ai primi Giochi del Mediterraneo ad Alessandria d'Egitto nel 1951.